# 金野貴明
金野 貴明（こんの たかあき）は、音楽家、音楽プロデューサー。
株式会社ティートックレコーズ 代表取締役としてレーベルを設立し、自身のソロ活動・バンドプロジェクトの他、トータルサウンドアーティストとして、ジャズ・クラシック・邦楽と様々なジャンルの作品をプロデュースしている。

## 経歴
- 1996年 - 音楽プロデューサーの佐藤宣彦を迎えて楽曲制作を開始。自身が憧れるアーティスト井出泰彰から楽曲提供を受けライヴ活動も開始。
- 1999年12月 - 不慮の事故により、顎・頬など全6箇所を複雑骨折。アーティスト復帰不可能宣告を受ける。
- 2000年11月 - 1stアルバム『リファレンス』をリリース。怪我の後遺症を乗り越え活動を再開。この頃から楽曲提供の依頼を受け、クリエーター、声優、主演映画なども経験。
- 2004年11月 - 「有限会社ティートックレコーズ」を設立。 次世代アーティストのプロデュースを開始。
- 2006年11月 - 増資に伴い「株式会社ティートックレコーズ」に社名変更。
- 2006年 - プロデューサー・トータルエンジニアとして、秋吉敏子のコンサート&ライヴレコーディングを手がけ、ジャズディスク大賞を受賞。この作品は皇后に献上され、三大宮様勲章「東久邇宮文化褒賞」など5部門で受賞する。
- 2008年5月 - 株式会社ティートックレコーズが「社団法人日本レコード協会」に加盟。
- 2011年 - 東日本大震災後、「世界中からの支援に対し被災地から“ありがとう”の感謝の想いを届けるプロジェクト」を立ち上げる。岩手、宮城、福島、千葉、茨城の5県12箇所の被災地で歌い手の一般公募を集い、自身が書き上げた“被災地発信ソング「未来への扉」”を被災地在住700人の大合唱でCD化。 CD売上は、被災地から世界中の貧困に苦しむ子供たちへ向け寄付をし、世界中に感謝の想いを届ける。
- 2011年12月 - 高音質レコーディングスタジオ「ティートックスタジオ」を茨城県常総市に建設（2020年12月に内装リニューアル）[2]。
- 2013年 - 台湾で開催された「ミュージックビジネスセミナー」に日本の音楽業界代表として参加し、台湾政府から表彰。
- 2017年10月 - バンドプロジェクト「アニソン・エボリューション」を結成
- 2019年12月 - 音楽人生25周年を記念したベスト「Gold Best」をリリース。ゲスト：菅沼幸三
- 2021年10月 - ティートックジャズフェスティバル企画・運営
- 2021年11月 - ティートッククラシックフェスティバル企画・運営

## 主な受賞歴

### プロデューサー・エンジニア関連
2006年
- 『秋吉敏子/渡米50周年日本公演』スイングジャーナル選定「ゴールドディスク賞」2006年度ジャズディスク大賞「日本ジャズ賞特別賞」「東久邇宮文化褒賞(日本の三大宮様勲章)」受賞

2009年
- 『彩花-iroha-/Dear Souls』スイングジャーナル選定「ゴールドディスク賞」2009年度ジャズディスク大賞「最優秀録音賞」受賞。
- 『マーサ三宅/Softly as I Leave You』ミュージックペンクラブ「最優秀録音・録画賞」受賞。

2010年
- 『KBS TRIO/What am I here for（ベニー・グリーン参加）』スイングジャーナル選定「ゴールドディスク賞」受賞。
- 『KANKAWA/ORGANIST』ポーランド最高峰「2011ベストレコーディングディスク」選抜、ジャズオーディオ大賞」受賞。

2020年
- 『里見紀子/至上の愛』ジャズジャパン2019アワード「高音質ソフト部門最優秀録音賞」受賞[3]

2022年
- 『遠藤律子ピアノトリオ/スワンレイク』ジャズジャパン2021アワード「高音質ソフト部門最優秀録音賞」受賞[4]

### オーディオ関連開発
- 2016年・2017年
  - 『ハイディフィニション・ケース（音質改善ディスクケース）』オーディオ銘機賞「金賞」受賞

## ソロ活動

### CDリリース
- 2000年11月：1stアルバム『リファレンス』
- 2005年4月：2ndアルバム『リベンジ』
- 2008年2月：マキシシングル「アメージング・ライフ」
- 2015年6月：3rdアルバム『アニメうた～レジェンド・オヴ・ヘッドホン～』
- 2019年12月：ベスト・『Gold Best』

### ライヴ出演等
- 2015年1月：ティートックレコーズ設立10周年記念イベント出演
- 2015年：FMラヂオつくば『金野貴明のオーディオグレート』 パーソナリティー、ハイレゾ録音による番組を発案
- 2016年7月：フランス（パリ）開催「2016ジャパンエキスポ」出演、イギリス（ロンドン）開催「2016ハイパージャパン」に出演[5][6][7]
- 2017年2月・9月・2018年1月：
  - タイ（バンコク）開催「ジャパンエキスポ in タイランド」出演
- 2018年4月：「ニコニコ超会議2018」出演
- 2018年7月：イギリス（ロンドン）開催「ハイパージャパン2018」出演
- 2019年8月：「24時間チャリティーコンサートin岩手」出演
- 2019年11月 ：Gold Bestレコード発売&ティートックレコーズ設立15周年記念ライヴ出演
- 2020年4月 ：FMかつしか『夜ドン!』ラジオパーソナリティーとして開始
- 2021年12月：ティートックレコーズ設立17周年記念ライヴ出演

## 企画プロジェクト
- 2012年10月：東日本大震災被災地から“ありがとう”の感謝の想いを届けるプロジェクト 被災地発信ソング「未来への扉」リリース
- 2017年10月：バンドプロジェクト「アニソン・エボリューション」結成。
- 2018年1月、アニソン・エボリューション ファーストアルバム『アニソン・トリビュートvol.1』リリース